# Хилдерик (Сполето)
Вижте пояснителната страница за други личности с името Хилдерик.
Хилдерик (Hilderic, Hilderich, † 740) e dux (херцог) на лангобардското Херцогство Сполето от 739 до 740 г.

## Биография
През 739 г. крал Лиутпранд тръгва с войската си за Сполето, чийто въстанал dux Тразимунд II бяга в Рим. Лиутпранд поставя през юни 739 г. Хилдерик като dux. За произхода и управлението му няма сведения.
През декември 740 г. Тразимунд, подпомаган от дукатите Рим и Беневенто, се връща в Сполето и убива поставения от Лиутпранд Хилдерик.